# صوفي بودولسكي
صوفي بودولسكي هي كاتِبة وفنانة وشاعرة بلجيكية، ولدت في 8 أكتوبر 1953 في إقليم بروكسل العاصمة في بلجيكا، وتوفيت في 29 ديسمبر 1974.